# 拉坦·塔塔
拉坦·纳瓦尔·塔塔，GBE（1937年12月28日—2024年10月9日），印度企业家，生于印度古吉拉特邦苏拉特，塔塔集团董事长（1991年至2012年）。

## 生平
拉坦·塔塔生于1937年。七岁时父母离婚，他主要由祖母抚养长大。塔塔自幼便曾到欧洲和英国旅行。15岁时，留学美国。1950年代，在美国康奈尔大学主修建筑和结构工程。他早年很热爱飞行，靠在美国当地机场清洗飞机支付学费。一度曾想留在美国，并获得了在IBM工作的机会，但由于祖母生病，希望他陪伴，他最终回到印度孟买。
拉坦·塔塔在塔塔集团工作近20年才站稳脚跟，得到塔塔集团旗下一家并不景气的电子公司的管理权。在其领导下，该公司开始赢利。1981年，塔塔又接过一家塔塔集团旗下运营状况不良的“塔塔工业”（Tata
Industries）。经过他的整顿，“塔塔工业”朝高科技电子、计算机系统、生物科技方向发展。他当时正确预测到有线技术（后变为无线技术）将使每个人都用上电脑，从而完全改变商务领域的面貌。
1991年，J. R. D. 塔塔决定退休时，请拉坦·塔塔接替自己的位子，继承塔塔集团。拉坦·塔塔从而成为塔塔集团董事长。
在其任内，塔塔集团作为印度最大的工业集团，也是印度最大的私人企业，到2010至2011财年收入已达到833亿美元，其中58％来自海外，全球雇员42.5万，下属100余家子公司，包括生产世界最经济小轿车纳诺（Nano）的塔塔汽车公司、印度最大的信息技术外包公司塔塔咨询服务公司（TCS）、印度最大的钢铁企业塔塔钢铁公司等等。
2011年11月23日，塔塔集团确定由43岁的赛勒斯·米斯特里（爱尔兰籍人）接替73岁的拉坦·塔塔出任塔塔集团主席，任期从2012年12月开始。
2012年拉坦·塔塔从塔塔集团董事长职位退休后，挂名为塔塔集团荣誉董事长，成为风险投资者，使用其私人财富投资印度电商初创企业。2015年，拉坦·塔塔向中国最大的智能手机制造商小米进行了一笔金额未详的投资，这将提振小米的印度扩张计划。
2024年10月9日，拉坦·塔塔於孟買布里奇坎迪醫院辭世，享年86歲。

## 荣誉

### 外国勋章奖章
- 旭日大绶章（日本，2012年4月29日公布[5]）